# Austrosimulium victoriae
Austrosimulium victoriae är en tvåvingeart som först beskrevs av Roubaud 1906.  Austrosimulium victoriae ingår i släktet Austrosimulium och familjen knott. Inga underarter finns listade i Catalogue of Life.